# Knut Nordahl
Knut Nordahl (Hörnefors, 13 gennaio 1920 – Föllinge, 28 ottobre 1984) è stato un calciatore svedese, di ruolo centrocampista.

## Carriera
A livello di club ha giocato con l'IFK Norrköping e la Roma, segnando su rigore la sua unica rete in Serie A, il 13 maggio 1951, nella vittoria casalinga contro la Sampdoria per 5-0; la stagione fu però infelice, poiché terminata con la prima ed unica retrocessione della squadra capitolina.
Con la Svezia ha partecipato al torneo olimpico del 1948, vincendo la medaglia d'oro assieme ai fratelli Bertil e Gunnar, e al campionato del mondo 1950. Insieme ai fratelli dominò il premio Guldbollen tra il 1947 ed il 1949: Gunnar vinse nel 1947, Bertil nel 1948 e Knut nel 1949. Aveva inoltre altri due fratelli calciatori, i gemelli Gösta e Goran.

## Palmarès

### Club
- Campionato svedese: 6

Norrkoping: 1943, 1945, 1946, 1947, 1948, 1952
- Coppa di Svezia: 2

Norrkopping: 1943, 1945
- Campionato italiano di Serie B: 1

Roma: 1951-1952

### Nazionale
- Oro olimpico: 1

Londra 1948

### Individuale
- Calciatore svedese dell'anno: 1

1949